# Schlacht um den Brückenkopf von Narva

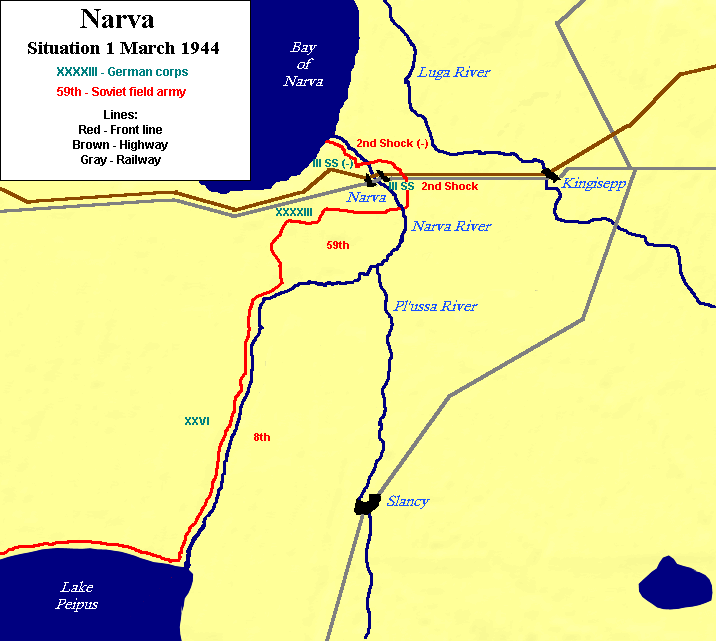
Situation am 1. März 1944

Die Schlacht um den Brückenkopf von Narva, die als Teil einer länger andauernden Auseinandersetzung um den Besitz der Landbrücke zwischen Finnischem Meerbusen und Peipussee zu betrachten ist, fand zwischen Februar und Juli 1944 im Zweiten Weltkrieg zwischen Teilen der deutschen Heeresgruppe Nord und der sowjetischen Leningrader Front statt. Auf deutscher Seite kämpften zahlreiche europäische Freiwillige der Waffen-SS. Die Schlacht entwickelte sich nach den Gebietsgewinnen der Roten Armee während der Leningrad-Nowgoroder Operation und hielt deren weiteren Vormarsch nach Estland um mehr als fünf Monate auf.

## Lomonossow-Offensive und der Rückzug nach Narva

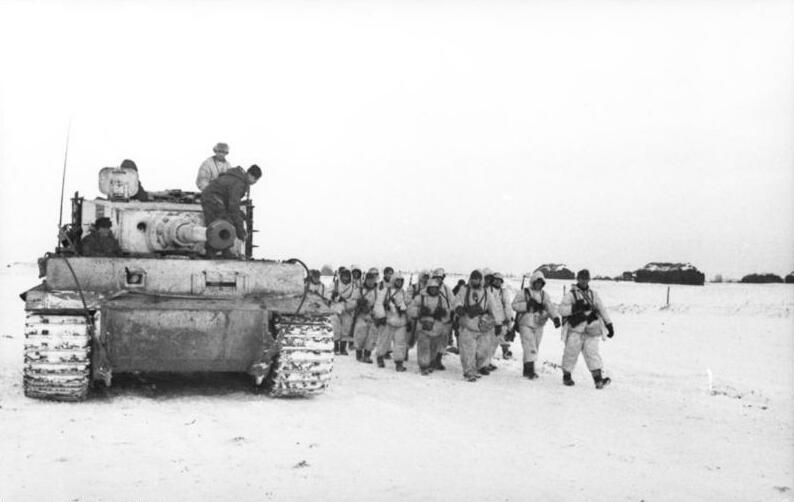
Soldaten im Schnee neben einem Panzer vom Typ Tiger I.

Am 14. Januar 1944 begannen die sowjetische Wolchow- und Leningrader Front eine Offensive gegen die von Generalfeldmarschall Georg von Küchler geführte Heeresgruppe Nord mit dem Ziel, diese aus ihren Stellungen bei Oranienbaum (Verteidigungsstellung Nordwall) zu vertreiben und nach Estland vorzustoßen. Zudem versuchte die Rote Armee, die deutsche 18. Armee unter der Führung von Generaloberst Georg Lindemann einzukesseln.
Der zentrale Stoß des Angriffs richtete sich gegen das vom III. (germanischen) SS-Panzerkorps unter SS-Obergruppenführer und General der Waffen-SS Felix Steiner besetzte Gebiet, wo sich auch die 9. und 10. Feld-Division (L) befanden. Die deutschen Verteidigungslinien zerbrachen schnell, so dass sich die Heeresgruppe Nord in neue Stellungen in der Nähe des Flusses Narva zurückzog. Die Nachhut bildete dabei Steiners SS-Korps, das einige blutige Rückzugsgefechte führte und den Rückzug an das Ostufer der Narva sicherte. Die Narva stellt den 78 Kilometer langen Abfluss des Peipussees zur Ostsee dar. An dieser Stelle – „Panther-Linie“ genannt – wollte von Küchler die Verteidigung organisieren. Hitler verbot dies und ersetzte von Küchler am 31. Januar 1944 als Führer der Heeresgruppe Nord durch Generaloberst Walter Model.
Model hatte ähnliche Pläne wie von Küchler, stand aber in der Gunst Hitlers, so dass er mehr Freiheiten besaß. Diese nutzte er, um die deutsche Armee an das Westufer der Narva zurückzuziehen und dort die Verteidigung zu organisieren. Um Hitler zu besänftigen, legte er aber – im Gegensatz zu den Plänen von Küchlers – einen starken Brückenkopf am Ostufer des Flusses an.

## Sowjetische Angriffe
Der Hauptstoß der sowjetischen Offensive richtete sich dann erneut gegen Steiners SS-Korps, das östlich der strategisch wichtigen Stadt Narva positioniert war. Steiners Korps bestand dabei zumeist aus Freiwilligen. SS-Leute aus Dänemark, Norwegen, Belgien, den Niederlanden, Frankreich, Ungarn (Banater Schwaben), Rumänien (Siebenbürgener Sachsen), Italien, Spanien, Lettland und Estland waren in die deutschen Verteidigungslinien integriert.

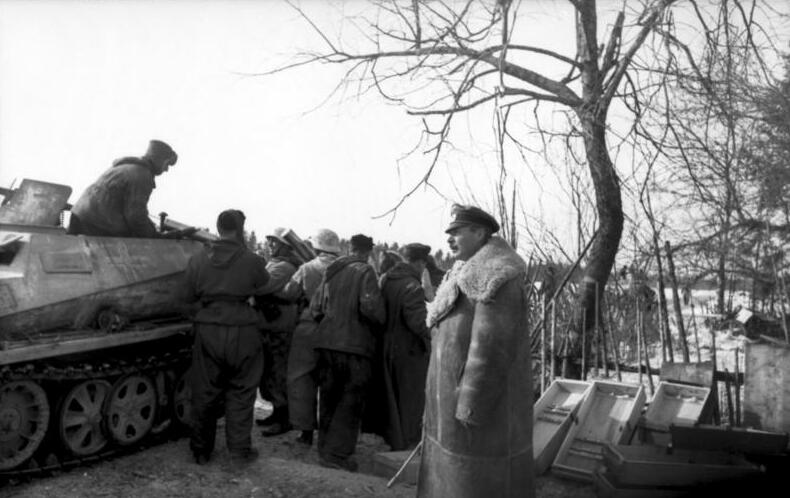
General Graf von Strachwitz mit Soldaten vor der bevorstehenden Offensive am 21. März 1944

Die Niederländer der 4. SS-Freiwilligen-Panzergrenadier-Brigade „Nederland“ und die aus verschiedenen Nationalitäten bestehende 11. SS-Freiwilligen-Panzergrenadier-Division „Nordland“ hatten dort Verteidigungslinien ausgehoben, die so genannte „Narva-Linie“. Diese Verteidigungslinie verlief sieben Kilometer zwischen dem Ort Lilienbach im Norden und dem Dorf Dolgaja Niva im Süden.
Am 3. Februar 1944 begann der sowjetische Angriff. Eine von Panzern geschützte sowjetische Division durchbrach schnell die deutschen Linien und errichtete einen Brückenkopf am Westufer des Flusses.
Die Panzer-Abteilung „Hermann von Salza“ der Nordland-Division, kommandiert von Obersturmbannführer Paul Albert Kausch, führte einen erfolgreichen Gegenangriff und verhinderte so einen Durchbruch der sowjetischen Truppen im Zentrum der Verteidigungslinien. Im Norden, in der Nähe des Dorfes Siivertsi, hielt die Rote Armee jedoch einen weiteren Brückenkopf.
Im Süden der Stadt Narva, die von der am 2. Februar 1944 gebildeten „Armeeabteilung Narwa“ verteidigt werden sollte, überquerten sowjetische Truppen ebenfalls den Fluss und bildeten den Brückenkopf von Kriwasoo. Für die Deutschen drohte damit die Abspaltung von Steiners SS-Panzerkorps sowie zweier weiterer Heeresdivisionen. Das deutsche Oberkommando warf daraufhin die schwere Panzer-Abteilung 502 unter Führung von Major Willy Jähde in die Schlacht, um die eigenen Linien zu stabilisieren. Um die deutsche Verteidigung weiter zu stärken, wurde die frisch ausgehobene, aus Esten bestehende 20. Waffen-Grenadier-Division der SS dem III. SS-Panzerkorps zugeordnet. Steiner befahl dieser am 20. Februar, den sowjetischen Brückenkopf bei Siivertsi anzugreifen. Neun Tage später zogen sich sämtliche sowjetische Truppen wieder an das Ostufer zurück.
Im Süden brachen kurz darauf die geringen Überreste einiger Divisionen unter einer neuen sowjetischen Offensive zusammen, so dass die Rote Armee am 24. Februar die Haupt-Eisenbahnlinie, die die Versorgung Narvas sicherte, unter ihre Kontrolle brachte („Westsack“ und „Ostsack“) und das III. SS-Panzerkorps einzukesseln drohte. Trotz heftiger Gegenwehr der 61. Infanterie-Division setzten die sowjetischen Truppen ihren Vormarsch fort. Die „Armeeabteilung Narwa“ wurde darauf in den Süden gesandt, um den sowjetischen Vormarsch aufzuhalten. Die 61. Infanterie-Division, die Panzergrenadier-Division „Feldherrnhalle“ und die schwere Panzer-Abteilung 502 begannen einen Gegenangriff. Am 26. März 1944 begann das XXXXIII. Armeekorps mit der 11. und 227. Infanterie-Division einen Gegenangriff gegen den „Westsack“. Dabei wurde das Korps durch starke Artillerie und Stukas des Schlachtgeschwaders 3 aus Dorpat und mehrere Panzergruppen unterstützt. Durch einen weiteren Angriff auf den „Ostsack“ wurde die Front begradigt. Im Laufe erbitterter Kämpfe wurden die sowjetischen Truppen im Süden gegen den Fluss zurückgedrängt.

## Die Verteidigung von Narva durch das „De Ruyter“-Regiment
Trotz heftiger Verluste und zahlreicher Rückschläge startete die sowjetische Armee immer neue Offensiven entlang der Narva-Linie.
Der Befehlshaber der Leningrader Front Leonid Goworow wollte zunächst den deutschen Brückenkopf am Ostufer der Narva beseitigen. Dazu begann er in der Nähe Lilienbachs eine konzentrierte Offensive, der sich das niederländische SS-Freiwilligen-Panzergrenadier-Regiment 49 „De Ruyter“, kommandiert von SS-Obersturmbannführer Hans Collani, in den Weg stellte. Nach gegenseitigem Artilleriebeschuss kam es zu einem verbissenen Kampf zwischen den sowjetischen Infanteristen und den zahlenmäßig weit unterlegenen Soldaten des Regiments. Nach langen Gefechten wurden die sowjetischen Angreifer schließlich zurückgeschlagen. Goworow beschloss daraufhin, zunächst andernorts Offensiven zu starten und die niederländische SS-Einheit mit Artilleriebeschuss und Luftangriffen zu zermürben.
In der Nacht vom 6. auf den 7. März flog die sowjetische Luftwaffe mehrere Bombenangriffe gegen die Stadt Narva. Anschließend begann die Artillerie, die Stadt zu beschießen. Sämtliche überlebende Zivilisten verließen die Stadt in Richtung Westen.
Als Nächstes startete Goworow eine Offensive, bei der er sowohl die zahlenmäßige Überlegenheit seiner Truppen als auch den Überraschungseffekt nutzen wollte. Nach heftigem Artilleriebeschuss attackierte er das im Süden stehende niederländische SS-Freiwilligen-Panzergrenadier-Regiment 48 „General Seyffardt“ unter Führung von SS-Standartenführer Wolfgang Jörchel. Aufgrund der anfänglichen Überraschung räumten die Deutschen ihre Positionen zunächst, eroberten im Verlauf eines Gegenangriffs jedoch ihre alten Stellungen zurück. Die sowjetische Offensive brach daraufhin zusammen.

## Fortsetzung der sowjetischen Angriffe
Daraufhin konzentrierte Goworow seine Angriffe wieder auf Lilienbach und das „De Ruyter“-Regiment. Nach heftiger Bombardierung der deutschen Stellungen griff sowjetische Infanterie mit Unterstützung zahlreicher Panzer diese erneut an, vertrieb die deutschen Truppen und durchbrach die gegnerischen Linien. Anschließend sandte die Rote Armee zahlreiche weitere Panzer in die Schlacht, um Truppen für den Brückenbau freizusetzen. Nachdem ein deutscher Gegenangriff mit Panzern gescheitert war, zog Collani seine Truppen weiter in Richtung Süden zurück und baute dort eine neue Verteidigungslinie auf.
Die Rote Armee griff die zurückgehenden Niederländer mit Artillerie an, was zu erheblichen Verlusten führte. Im Verlauf dieser Kämpfe konnte sich ein bereits eingekesseltes deutsches Bataillon befreien. Nach einer Woche relativer Waffenruhe setzte am 22. März erneut heftiger Beschuss der deutschen Verteidigungslinien ein, nachdem sowjetische Truppen vorübergehend in den Rücken der Deutschen gelangt waren, sich dort aber nicht halten konnten.
Nach zwei Monate dauernden Kämpfen waren beide Seiten so sehr erschöpft, dass über den April eine ruhigere Phase einsetzte. Zusätzlich sorgten die in diesen Gebieten üblichen Überschwemmungen und Regenfälle dafür, dass kaum noch Truppenbewegungen möglich waren.

## Sowjetische Wendung nach Süden
Auch während dieser Ruhephase setzte die Rote Armee ihren Beschuss durch Artillerie und Luftbombardements fort. Frustriert von den zahlreichen erfolglosen Attacken auf die deutschen Verteidigungslinien ordnete Goworow einen kombinierten Angriff vom Land und von See aus an. Dazu landeten Truppen am Finnischen Meerbusen, einige Kilometer hinter den Linien der Achsenmächte. Doch Teile der Division „Nordland“ sowie die SS-Kampfgruppe „Küste“, kommandiert vom dänischen SS-Brigadeführer und Generalmajor der Waffen-SS Christian Peder Kryssing, schlugen das Landungsmanöver zurück.

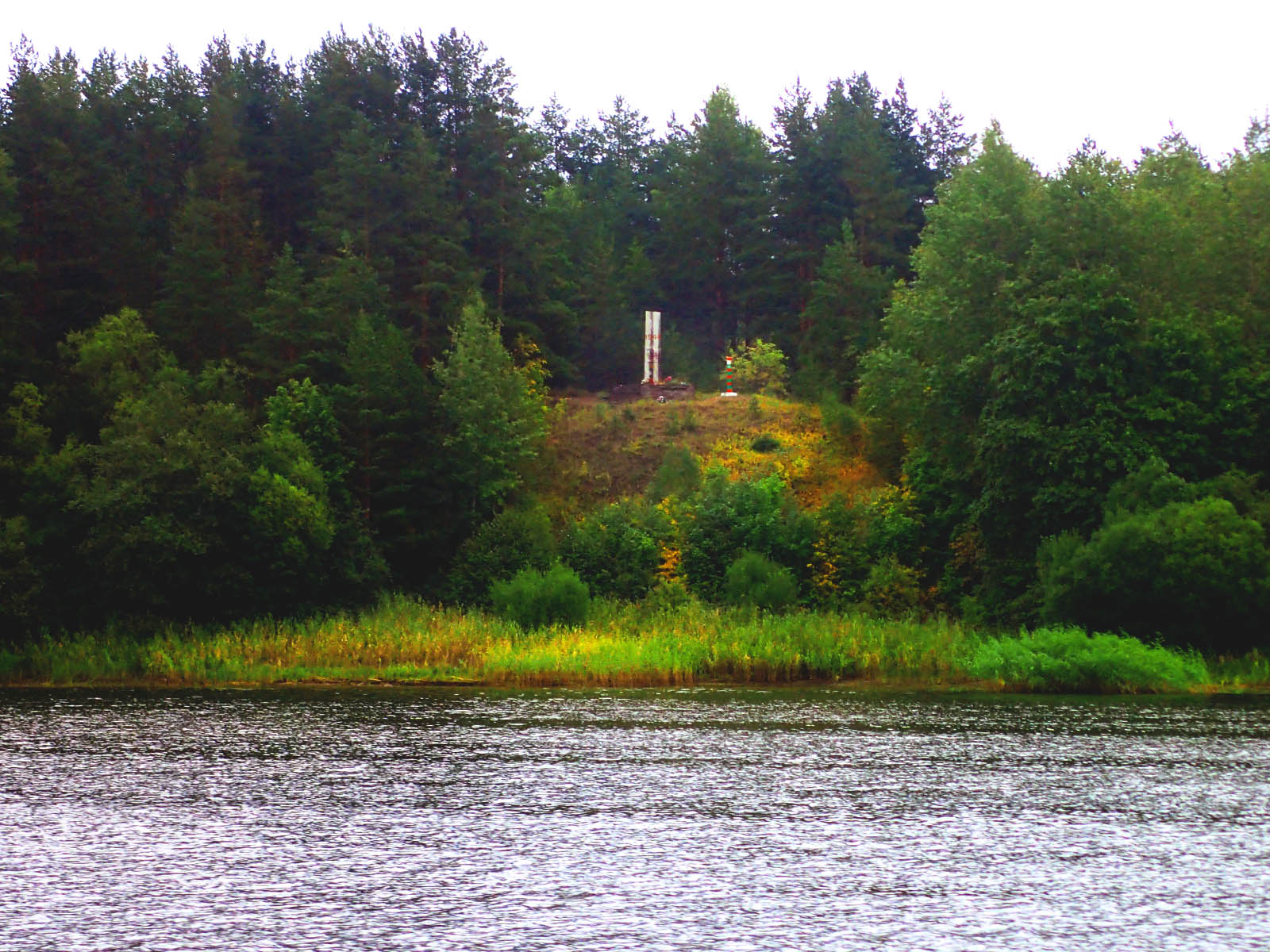
Denkmal am ehemaligen Gefechtsstand der 2. Stoßarmee 1944

Am 23. März 1944 ordnete Hitler dann die Operation „Festung Narwa“ an. Narva wurde als Festung deklariert und sollte unbedingt gehalten werden.
Überflutungen, starke Regenfälle und Stürme machten weitere Angriffe unmöglich, so dass auch im Monat Mai die Front stagnierte. Ende Mai begann der Boden wieder zu trocknen. General Goworow hatte die Zeit genutzt, um seine südliche Flanke zu stärken und seine Truppen für einen Angriff auf die Stadt Dolgaja Niva, verteidigt von den Truppen des Nordland-Regiments 24 „Danmark“, vorzubereiten.
Am 7. Juni beschoss die Rote Armee die Narva-Linie auf ganzer Länge. Das 13. Fliegerregiment der Roten Armee begann – bei nur minimaler Gegenwehr der deutschen Luftwaffe – Dolgaja Niva und das dort stehende Nordland-Regiment zu bombardieren. Unmittelbar darauf setzten wellenartige Angriffe der sowjetischen Infanterie ein, die bald die Stadt erreichten, worauf erbitterte Häuserkämpfe einsetzten.
Am 12. Juni brachen die sowjetischen Truppen die Verteidigungslinien zunächst auf, jedoch gelang vor allem dänischen SS-Truppen eine erneute Stabilisierung der Front für zwei weitere Wochen.
Die Rote Armee konzentrierte sich in der Folge auf einen Durchbruch bei der Heeresgruppe Mitte weiter im Süden (→ Operation Bagration).

## Rückzug in die Tannenbergstellungen
Zwar hielt das III. SS-Panzerkorps weiterhin die Verteidigungslinie, dies fiel jedoch zunehmend schwerer. Deswegen beschloss SS-Obergruppenführer Steiner, die exponierte Stellung am Fluss Narva aufzugeben und weiter im Hinterland eine neue Verteidigungslinie aufzubauen. Entlang einiger Hügel weiter im Westen wurde die so genannte „Tannenbergstellung“ angelegt.
Goworow ordnete währenddessen einen neuen Angriff auf die Nordflanke des SS-Korps an und konnte dadurch einen Brückenkopf am Westufer des Flusses errichten.
Neue sowjetische Attacken gegen den deutschen Brückenkopf am östlichen Ufer des Flusses wurden von den verteidigenden Dänen und Niederländern zunächst zurückgeschlagen. Der sowjetische Brückenkopf wurde täglich von neu eintreffenden Truppen verstärkt. Dies verschlechterte die Situation für die deutsche Seite immer mehr. Am 23. Juli ordnete Steiner deshalb entgegen der ausdrücklichen Weisung Hitlers den Rückzug in die Tannenbergstellung an. Das niederländische SS-Regiment „General Seyffardt“ sollte dabei zusammen mit der deutschen Artillerie den Rückzug decken und die Brücke als letztes überqueren.
Goworow ordnete am 24. Juli einen erneuten Angriff an, um die zurückgehenden Deutschen aufzureiben. Im Norden wurde die estnische 20. Waffen-Grenadier-Division von massiven Panzerangriffen in die ungeordnete Flucht geschlagen. 137 Flugzeuge der Luftflotte 1 sollten den Rückzug decken, scheiterten aber an den 800 sowjetischen Flugzeugen.
Am Nachmittag desselben Tages wurde die Narva-Brücke gesprengt, nachdem zuletzt ein deutsches Artillerie-Bataillon diese überquert hatte und der Rückzug des SS-Panzerkorps somit abgeschlossen war. Mit Ausnahme des Regiments „General Seyffardt“, das zum Ausweichen des sowjetischen Angriffes die geplante Rückzugsroute verlassen hatte, von der Brücke isoliert und anschließend vernichtet wurde, erreichten alle Einheiten von Steiners Panzerkorps die Tannenbergstellung, die weiter auf sowjetische Angriffe vorbereitet wurde.